# Pionio (física)
El pionio es un átomo exótico formado por un mesón π+ y otro mesón π-. Puede ser creado, por ejemplo, por la interacción de un haz de protones acelerado por un acelerador de partículas y un núcleo como objetivo. El pionio tiene un tiempo de vida corto, 2.89×10-15 s según la teoría perturbacional quiral. Se desintegra principalmente en dos mesones π0 y, como vía secundaria, en dos fotones.
Actualmente, el pionio está siendo investigado en el CERN para medir su tiempo de vida media. El experimento DIRAC estaba preparado para detectar más de 5000 desintegraciones de pionia de un total de 6.4×108 eventos, lo que permitiría determinar su tiempo de vida media con un error dentro de un margen del 15%. El equipo espera reducir este error al 10% en el futuro.
En 2005, el experimento NA48/2 del CERN publicó una evidencia de la producción de pionio y desintegración en desintegraciones de kaones cargados, estudiando el espectro de masa de las parejas de los piones hijas en los eventos con tres piones en el estado final:
{\displaystyle K^{\pm }\to \pi ^{\pm }(\pi \pi )_{atom}\to \pi ^{\pm }\pi ^{0}\pi ^{0}}. La posibilidad de medir las características del pionio están siendo investigadas.
Los resultados de los experimentos mencionados proporcionarán pruebas cruciales de las predicciones de la cromodinámica cuántica para baja energía.